# Håkan Streng

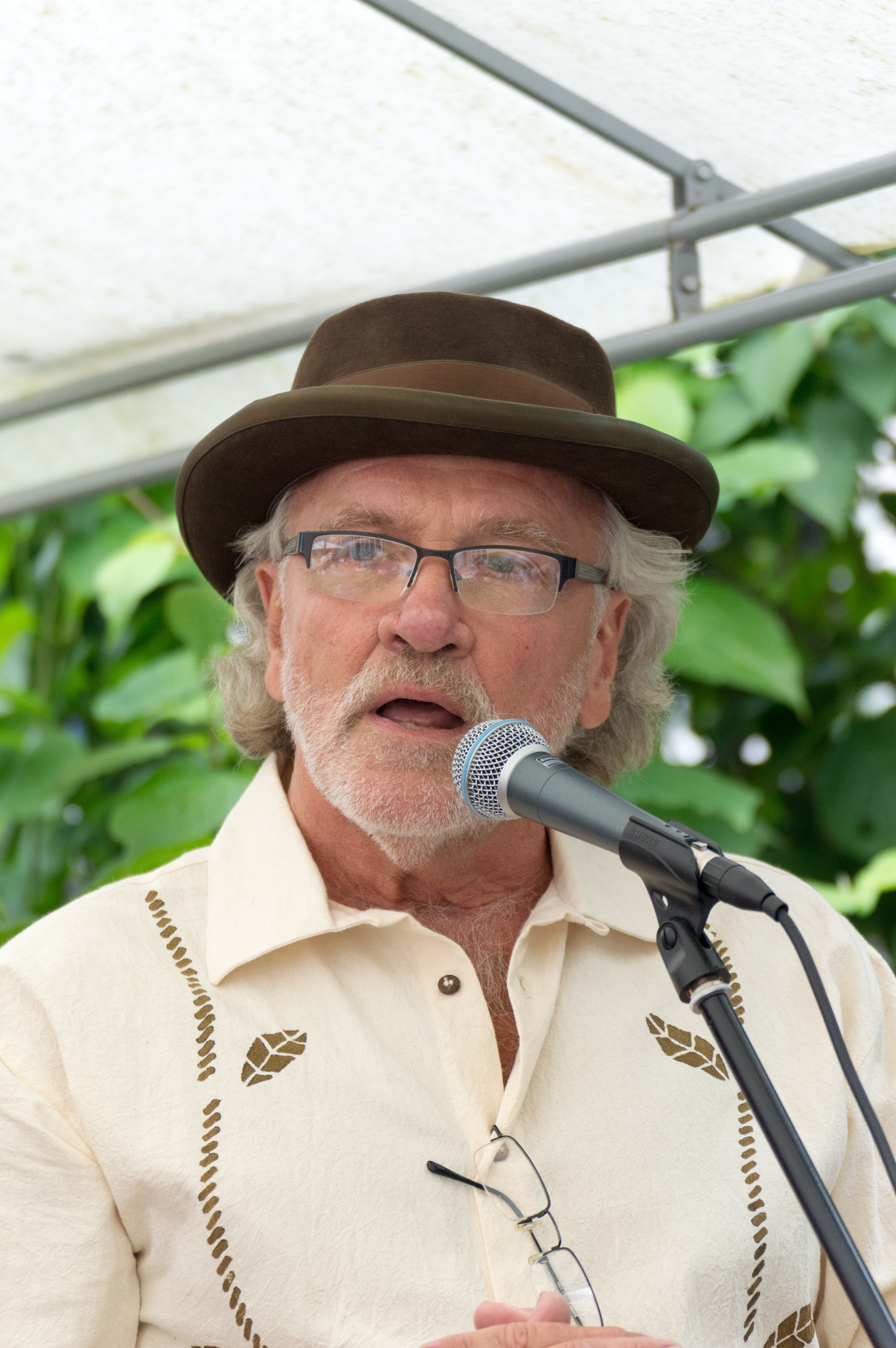
Håkan Streng

Håkan Ralf Streng, född 21 januari 1947 i Jakobstad, är en finlandssvensk trubadur och diktare.
Streng bildade 1973 tillsammans med skådespelaren Arto Rintamäki (född 1950) och Peter Ingo (född 1947) Trio Saludo, som vann popularitet med sin blandning av latinamerikanska sånger och nordiska visor. Trions musik präglades av skicklig stämsång, ackompanjerad främst med gitarr och rytminstrument. År 2005 utgavs en cd med de populäraste alstren från 1970- och 1980-talen, samtidigt som trion återförenades i ny tappning för en kort turné.
Mest känd som soloartist har Streng blivit med visor på österbottnisk dialekt, manifesterat genom de populära skivalbumen Heimlaga (1979), Meir heimlaga (1980) och återkomsten till genren, Tibaaks ti röötre (2004). Han har vidare bland annat underhållit på krogscener och i tv-program tillsammans med Ami Aspelund och sjungit i duo med den kubanska sångerskan Maria de Jesus, vilket resulterade i skivan Till dig (2000). På Strengs repertoar ryms även shanties och andliga sånger. Han är en av grundarna av föreningen Visans Vänner i Vasanejden och var dess första ordförande 1976–1977. Han har även utgett diktsamlingar, bland annat Gränsfall (1980). 

## Diskografi
- 2010 - Jag har sökt mig en Jul
- 2007 – Föd mig visa – Fyll mig sång
- 2006 – Vägen väntar vandraren
- 2004 – Tibaaks ti röötre - Heimlaga ä bäst
- 2000 – Till Dig
- 1997 – Internationell Shanty Festival
- 1995 – The Finnish Crew - Ralph & Roger - Sailing again
- 1990 – För fulla segel - Täysin purjein
- 1994 – Wientrubaduren
- 1994 – Der Wienertrubadour
- 1992 – Du och Jag
- 1989 – Med dig i mina armar II
- 1989 – Med dig i mina armar I
- 1987 – Niin kaunis on maa
- 1987 – So schön ist die Weld
- 1986 – Vid kvällens slut
- 1984 – Det fina i livet
- 1983 – Indiansommar
- 1980 – Meir heimlaga
- 1980 – Gungan
- 1979 – Heimlaga
- 1978 – Dagboken
- 1976 – Gå förbi med en sång